# Jacques Le Nay
Pour les articles homonymes, voir Nay.
Jacques Le Nay, né le 19 novembre 1949 à Plouay (Morbihan) est un homme politique français, membre de l'Union des démocrates et indépendants (UDI). 
Député de la sixième circonscription du Morbihan de 1993 à 2012 et maire de Plouay de 1989 à 2017, Jacques Le Nay est également sénateur du Morbihan de 2017 à 2023.

## Biographie

### Débuts en politique
Horticulteur implanté à Plouay, Jacques Le Nay entre en politique dès l'âge de 21 ans en devenant conseiller municipal de sa ville en 1971. Il en devient adjoint dès le mandat suivant, en 1977, puis maire en 1989. Il préside la Communauté de communes de la région de Plouay de 1997 à 2008.
En 1988, il est élu conseiller général du canton de Plouay. Il effectue deux mandats à l'assemblée départementale dont il est vice-président de 1994 à 2001.

### 1993-2012: Député du Morbihan et maire de Plouay
Le 28 mars 1993, il est élu pour la première fois député sans étiquette de la sixième circonscription du Morbihan en sortant vainqueur d'une primaire à droite puis en battant de 117 voix le candidat RPR. Député non inscrit durant son premier mandat, il se présente aux élections de 1997 sous l'étiquette UDF. Il est réélu en 2002 et 2007 dans une circonscription pourtant marquée par un bastion de gauche : le canton d'Hennebont est longtemps représenté par le seul élu communiste du Conseil général. Ségolène Royal y avait recueilli 53,40 % des voix au second tour de la présidentielle de 2007.
Le 9 juin 2002, il est ainsi réélu dès le premier tour en obtenant 50,65 % des suffrages. C'est lors de cette élection qu'il se présente pour la première fois sous l'étiquette UMP.
Il est réélu député le 17 juin 2007, pour la XIIIe législature (2007-2012), en battant, au deuxième tour, et pour la troisième fois, Jean-Pierre Bageot, le maire PS d'Inzinzac-Lochrist, avec 54,67 % des suffrages.
À l'Assemblée nationale, il siège dans le groupe UMP et appartient à la commission des affaires économiques. Il est membre de la délégation de l'Assemblée nationale à l'aménagement et au développement durable du territoire. Il est membre du groupe d'études sur le problème du Tibet de Assemblée nationale.

### Depuis 2017: sénateur du Morbihan
De 2008 à 2017, Jacques Le Nay préside l'Association des Maires du Morbihan. Candidat aux élections sénatoriales de 2011, il est battu ainsi que les deux autres candidats de la liste réunissant l'UMP et les centristes.
Finalement candidat à sa succession aux élections législatives de 2012, il est battu par Philippe Noguès, candidat PS, maire adjoint d'Inzinzac-Lochrist, qui l'emporte avec 51,48% des voix au second tour.
Il devient membre fondateur de l'Union des démocrates et indépendants (UDI) après avoir quitté l'UMP. Il préside la fédération du Morbihan de 2013 à 2016.
Le 29 mars 2014, il est réélu pour la cinquième fois maire de Plouay, obtenant 71,91% des suffrages exprimés.
Il retrouve un mandat parlementaire le 24 septembre 2017 en étant élu sénateur du Morbihan lors des élections sénatoriales. Il laisse son poste de maire à son premier adjoint, Gwenn Le Nay (son petit cousin à la ville), mais reste au conseil municipal de la commune jusque 2020.

## Mandats
Député
- 02/04/1993 - 21/04/1997 : député de la sixième circonscription du Morbihan
- 01/06/1997 - 18/06/2002 : député de la sixième circonscription du Morbihan
- 19/06/2002 - 19/06/2007 : député de la sixième circonscription du Morbihan
- 20/06/2007 - 19/06/2012 : député de la sixième circonscription du Morbihan

Sénateur
- 01/10/2017 - 02/10/2023 : sénateur du Morbihan

Conseiller général
- 03/10/1988 - 27/03/1994 : membre du Conseil général du Morbihan
- 28/03/1994 - 18/03/2001 : vice-président du Conseil général du Morbihan

Conseiller municipal / Maire
- 21/03/1971 - 12/03/1977 : conseiller municipal de Plouay (5 112 hab[9].), Morbihan
- 13/03/1977 - 12/03/1983 : adjoint au maire de Plouay
- 12/03/1983 - 12/03/1989 : adjoint au maire de Plouay
- 19/03/1989 - 18/06/1995 : maire de Plouay
- 25/06/1995 - 18/03/2001 : maire de Plouay
- 19/03/2001 - 21/10/2017[10] : maire de Plouay

Mandats intercommunaux
- 01/01/1997 - 18/03/2001 : président de la Communauté de communes de la région de Plouay
- 19/03/2001-16/03/2008 : président de la Communauté de communes de la région de Plouay

## Décorations
- Chevalier de la Légion d'honneur le 11 juillet 2025[11].

### Source
- Le Monde des 12 et 19 juin 2007